# Канто, Адан
Адан Канто (англ. Adan Canto;  5 декабря 1981, Сьюдад-Акунья, Коауила — 8 января 2024, Лос-Анджелес, Калифорния)  — мексиканский актёр. Канто начал свою карьеру в Мексике, прежде чем в 2013 году сняться в сериале Fox «Последователи». Затем он получил роль в фильме «Люди Икс: Дни минувшего будущего». В 2014 году, Канто снялся в ситкоме ABC «Правила смешивания», а после его закрытия получил одну из ведущих ролей в пилоте Amazon «Истерия». После его неудачи, Канто получил центральную роль в мыльном пилоте NBC «Проклятие женщин Фуэнтес».
В 2015 году Канто снимался на регулярной основе в недолго просуществовавшей прайм-тайм мыльной опере ABC «Кровь и нефть». В следующем году он взял на себя роль в другом проекте ABC, политической драме «Последний кандидат».
Скончался 8 января 2024 года на 43-м году жизни. Причиной смерти актёра стал рак аппендикса.

## Фильмография
| Год  | Название на русском              | Название на английском     | Роль                       | Примечания             |
| ---- | -------------------------------- | -------------------------- | -------------------------- | ---------------------- |
| 2010 | С памятью                        | Sin memoria                | Коко                       |                        |
| 2010 | Представь себе, Лаура            | Te presento a Laura        | Мануэль                    |                        |
| 2011 | Сантьяго с другой стороны        | Santiago del otro lado     | Сантьяго                   | короткометражный фильм |
| 2011 |                                  | Amar no es querer          | Мауро                      |                        |
| 2012 |                                  | Al Ras                     | Клари                      | короткометражный фильм |
| 2013 |                                  | Casi treinta               | Сид                        |                        |
| 2014 | Люди Икс: Дни минувшего будущего | X-Men: Days of Future Past | Роберто да Коста / Санспот |                        |
| 2014 |                                  | Before Tomorrow            | Джозеф                     | короткометражный фильм |
| 2021 | Хребет дьявола                   | Shookum Hills              | Даррен                     |                        |

| Год  | Название на русском      | Название на английском         | Роль             | Примечания                   |
| ---- | ------------------------ | ------------------------------ | ---------------- | ---------------------------- |
| 2009 |                          | Estado de Gracia               | Леон             | теленовелла                  |
| 2010 |                          | Los Minondo                    |                  | теленовелла                  |
| 2013 | Последователи            | The Following                  | Пол Торрес       | регулярная роль, 10 эпизодов |
| 2014 | Правила смешивания       | Mixology                       | Доминик          | регулярная роль, 13 эпизодов |
| 2014 | Истерия                  | Hysteria                       | Мэтт Санчес      | Пилот                        |
| 2015 | Проклятие женщин Фуэнтес | The Curse Of the Fuentes Women | Сальвадор        | пилотная серия               |
| 2015 | Кровь и нефть            | Blood and Oil                  | Эй Джей Менендес | регулярная роль, 10 эпизодов |
| 2016 | Второй шанс              | Second Chance                  | Коннор Графф     | 5 эпизодов                   |
| 2016 | Улов                     | The Catch                      | Джеффи Блум      |                              |
| 2016 | Последний кандидат       | Designated Survivor            | Аарон Шор        | регулярная роль              |
| 2022 | Уборщица                 | The Cleaning Lady              | Армандо Моралес  | регулярная роль              |